# Immortal Man
Immortal Man è un personaggio immaginario, un supereroe dei fumetti nell'Universo DC. Comparve nei numeri 177 (giugno 1965, nella sua prima comparsa), 185, 190 e 198 di Strange Adventures. Fu un membro dei Forgotten Heroes ed infatti fu strumentale per la creazione del gruppo.

## Biografia del personaggio
Nei giorni della preistoria, nel 50000 a.C., Immortal Man era un cavernicolo della Tribù dell'Orso, e avrebbe più tardi ricevuto i poteri donati a Vandal Savage, dallo stesso meteorite. Modellando un amuleto dal meteorite, e portandolo intorno al collo, Immortal Man scoprì che questo gli aveva conferito il potere della resurrezione. Naturalmente, lui e Savage si scontrarono ogni volta da lì in poi.
Nella prima comparsa, Immortal Man era un orfano di nome Mark con un passato misterioso; alla fine scoprì di essere in grado di reincarnarsi istantaneamente in un nuovo corpo ogni qualvolta che moriva.
Infine, Immortal Man si cancellò definitivamente dall'esistenza per salvare il mondo durante Crisi sulle Terre infinite. Tuttavia, Mitch Shelley, Resurrection Man, uno smemorato con poteri molto simili, prese il suo posto come nemesi di Vandal Savage, e l'ultima apparizione di Shelley, in Supergirl n. 28, allude al fatto che quest'ultimo avesse 50000 anni.
L'ultima comparsa fu in Resurrection Man n. 26 e n. 27. Qui fu rivelato che Vandal Savage lo imprigionò per qualche tempo prima degli eventi successivi. Quando un esperimento coinvolgente un altro meteorite fallì, Savage liberò Immortal Man per aiutarlo insieme a Mitch Shelley e ai Forgotten Heroes. Alla fine, Immortal Man si sacrificò per fermare una creatura che stava creando delle anomalie nel tempo a venire, scomparendo con lei.

## Poteri e abilità
Immortal Man possiede il potere di risorgere in una nuova persona ogni volta che viene ucciso. Possiede anche poteri telecinetici e telepatici, così come qualche talento pirotecnico.
Utilizzò una bomba all'idrogeno per spararsi nello spazio. Qui, volò intorno al Sole per viaggiare nel tempo.